# クリストフ・ルメール
クリストフ・パトリス・ルメール（Christophe-Patrice Lemaire、1979年5月20日 - ）は、フランス出身の騎手。京都府京都市右京区在住。日本中央競馬会 (JRA) 所属。
2018年に年間215勝を挙げ、それまでの年間最多勝記録であった2005年の武豊の212勝を更新した。

## 来歴
競馬が盛んなフランス・シャンティイで生まれ育ち、障害騎手の父パトリスから影響を受けて幼少期から馬に親しんだ。14歳で騎手になるために競馬学校に進みたいと父親に伝えたが、騎手が危険な仕事であることを理由に反対され、一般の高等学校に通いながらアマチュア騎手となる。学校が休みの週末は厩舎へ出入りすることで騎乗技術を磨き、16歳でアマチュア免許を取得して初めてレースに出走した。
高等学校卒業後の1999年にフランスの騎手免許を取得する。フランスで競馬学校を経由せず騎手になるのは障害騎手ではよく見られるが、平地騎手では稀な例である。若手時代からアメリカ、ドバイ、インドなど海外へ遠征して経験を積んだ。
2003年にフランスリーディング7位、同年のフランスG1パリ大賞を制するなど順調に実績を積み重ねている。
2002年からJRAの短期免許制度により中央競馬で騎乗を開始した。
2006年のドバイシーマクラシックでハーツクライに騎乗して優勝した。サンクルー大賞でプライドに騎乗して最強と目されたハリケーンランを破った。
2008年にサンタラリ賞を連覇する。
2009年5月10日にプール・デッセ・デ・プーリッシュを騎乗契約を結んでいるジャン=クロード・ルジェ厩舎所属のイリューシヴウェイヴに騎乗して制し、翌週の5月17日に行われたサンタラリ賞（第4競走）をルジェ厩舎所属のスタセリタで、イスパーン賞（第5競走）をルジェ厩舎所属のネヴァーオンサンデーに騎乗して制し、同じ厩舎所属馬でG1競走3連勝を達成し、同時にサンタラリ賞3連覇も達成した。
2010年のシーズンから、それまで主戦を務めていたクリストフ・スミヨンにかわり、アーガー・ハーン4世所有馬のフランスにおける主戦を任されることに決まった。それに先がけて2009年のエリザベス女王杯でオペラ賞を制したシャラナヤに騎乗した（結果は4着）。

### フランス時代の来日歴

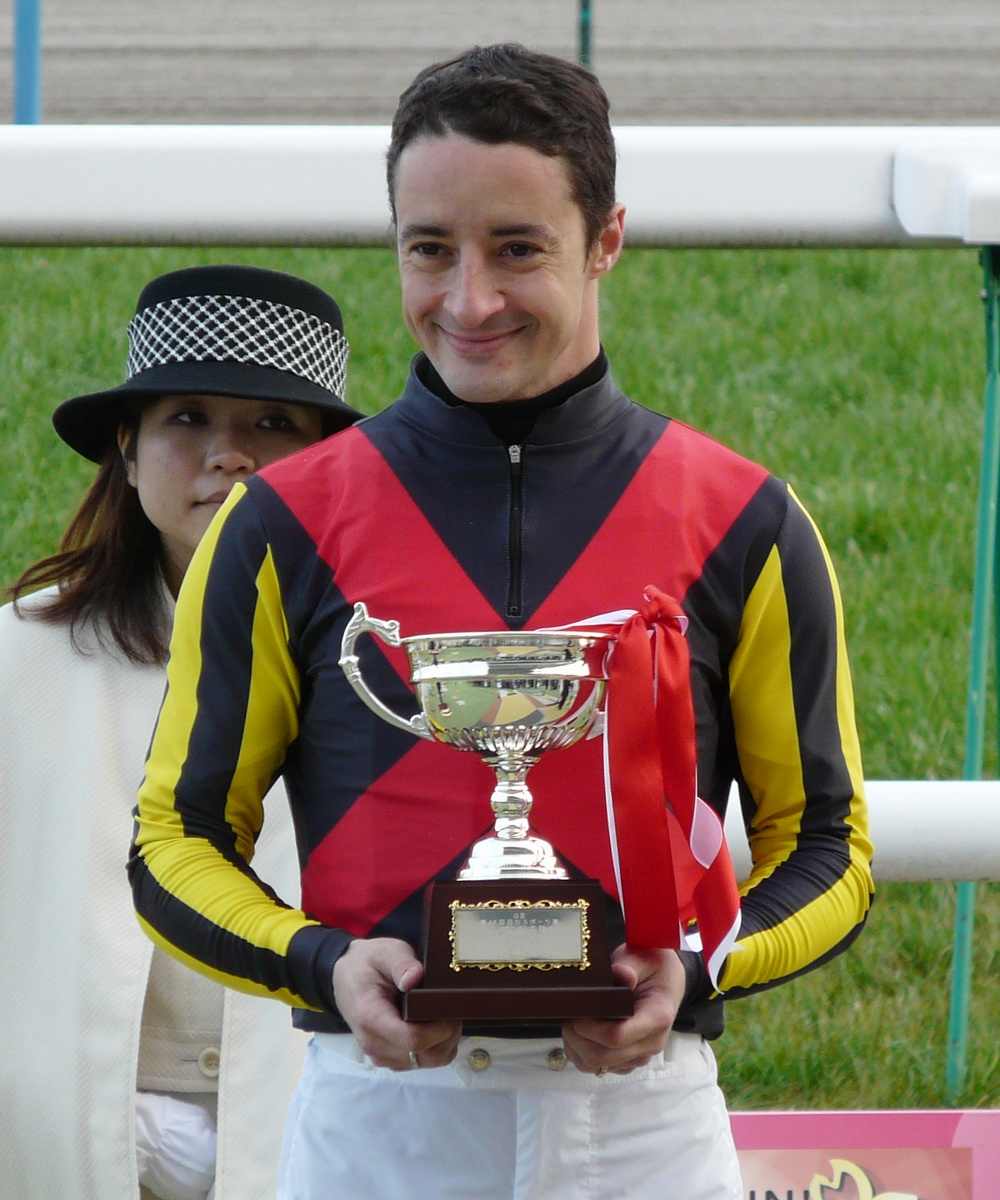
2012年シンザン記念表彰式

2002年から短期免許制度により中央競馬でも騎乗を開始。当初は中京や小倉といったローカルを中心に活躍。毎年好成績を残しており、GIの騎乗は2004年のダンスインザムードで天皇賞（秋）、マイルチャンピオンシップともに2着、コスモバルクでジャパンカップ2着、2005年のダイワメジャーでマイルチャンピオンシップ2着、ハーツクライでジャパンカップ2着などの実績を残したが、中央の重賞勝利には恵まれていなかった。
しかし、2005年の有馬記念でハーツクライに騎乗すると、これまで追い込み一辺倒であった同馬で先行するレースを見せ、同年無敗でクラシック三冠を制したディープインパクトに初めて土をつけ、初重賞勝利をGIで飾った。
2007年は1度目の短期免許期間中に統一JpnIの川崎記念をヴァーミリアンに騎乗して制し、2度目の短期免許期間中の12月15日には愛知杯をディアデラノビアに騎乗して制した。この勝利で外国人騎手史上4人目となる中央通算100勝を達成した。
2008年も2度短期免許を取得し、2度目の短期免許期間中の11月16日に行われたエリザベス女王杯ではリトルアマポーラに騎乗し優勝。12月7日に行われたジャパンカップダートではヴァーミリアンを選択した主戦騎手の武豊にかわってカネヒキリに騎乗し優勝した。のちに武は負傷してヴァーミリアンも乗り替わり。中央競馬GIの勝利数を3に伸ばした。2008年12月29日から2009年1月28日まで地方競馬の短期免許を取得した。所属厩舎は船橋の川島正行厩舎となる。これで、東京大賞典と川崎記念に騎乗可能となり実際、カネヒキリで東京大賞典と川崎記念ともに勝利した。
2009年も1月と11月に短期免許を取得し、短期免許期間中に4回ドバイと香港へ渡航し、アースリヴィングに騎乗してUAE1000ギニーとUAEオークスで2着となる。11月29日のジャパンカップは毎日王冠、天皇賞（秋）と2戦連続で敗北したウオッカに騎乗し、オウケンブルースリの追い込みを退けて優勝する。この勝利でウオッカはJRA最多タイのGI7勝目となる。12月5日と6日の2競走で走路妨害による降着となる。12月12日から12月26日まで開催5日間の騎乗停止処分とされて香港国際競走は騎乗不不能となる。12月8日の香港騎手招待競走は騎乗停止期間外のため、予定どおり香港へ渡航している。
2014年にアーガー・ハーン4世と優先騎乗契約を打ち切られる。フランスの競馬に対するモチベーションの維持が難しくなり、日本へ移籍を希望してJRA騎手免許試験の受験を決意した。

### 日本に移籍後
2015年にJRAの騎手免許試験を初めて受験して合格。同時に合格したミルコ・デムーロとともに、外国人として初めてJRAの通年免許を取得した。フランスギャロは他国との二重騎手免許を認めていないことから、フランスでの騎手免許を返上した。
2015年2月27日に調整ルーム内でTwitterを使用し、JRA通年免許取得後のデビュー戦となった3月1日の阪神競馬場で騎乗予定の6鞍は全て乗り替わり、3月1日から3月30日まで30日間の騎乗停止となった。実質的なデビューは2015年4月4日と5日の騎乗であった。4月5日の移籍後初勝利が重賞（大阪杯）制覇で、デムーロも移籍初週に阪急杯を制覇しているため、両名とも移籍初週に重賞制覇デビューとなった。その後、Twitterは再開している。
2016年9月11日にJRA移籍後初めてフランスでの競馬で騎乗。ニエル賞でマカヒキに騎乗し、結果は5頭立て1着。10月2日、凱旋門賞でもマカヒキに騎乗したが、14着だった。11月6日、東京競馬10Rでモズライジンに騎乗して1着となり、11月5日の東京競馬10Rから騎乗機会10連続連対を達成し、これまでに4人が記録していた9連続連対を更新する新記録をマークした。この日、最終12Rをペプチドウォヘッドで制して1日8勝をマーク。2002年12月7日に武豊が阪神でマークしたJRA最多タイ記録に並んだ。JRA年間勝利数は186勝で戸崎圭太の187勝に1勝足らず全国リーディングは逃し2位となるが、関西所属最多勝で厩舎関係者表彰の関西テレビ放送賞を受賞。JRA賞騎手部門では最高勝率騎手と最多賞金獲得騎手を受賞。
2017年にヴィクトリアマイルから東京優駿（日本ダービー）にかけてO.ペリエ以来となるGI3週連続勝利した。（騎乗馬はヴィクトリアマイルがアドマイヤリード、優駿牝馬がソウルスターリング、東京優駿がレイデオロ）。ソウルスターリング、レイデオロの2頭はいずれも藤沢和雄厩舎の所属馬であり、藤沢にとってオークスは初制覇、日本ダービーは藤沢初の牡馬クラシック制覇であった。JRA年間勝利数は最終的に199勝をあげ、外国人騎手として初めてJRA全国リーディングジョッキーに輝いた。
2018年に桜花賞をアーモンドアイに騎乗し優勝。この勝利により、武豊、蛯名正義に続きJRA主催の牝馬限定戦GI（阪神ジュベナイルフィリーズ、桜花賞、優駿牝馬、秋華賞、ヴィクトリアマイル、エリザベス女王杯の6レース）の完全制覇を達成した。優駿牝馬も同じコンビで制し、同日迎えた39歳の誕生日に華を添えている。10月14日の秋華賞も同じコンビで制して同一年の牝馬三冠騎手となると、返す刀で菊花賞（フィエールマン）、天皇賞（秋）（レイデオロ）、JBCスプリント（グレイスフルリープ）を制し、史上初4週連続GI制覇した。11月25日のジャパンカップを再びアーモンドアイで制し、JRA騎手としては最多の年間GI8勝を達成した。これ以降のGI勝ちはなかったが、年間215勝を記録し、獲得賞金46億6024万円で武豊の2005年44億1404万2000円を更新するなど活躍して同年の騎手部門を独占し、騎手大賞を獲得。MVJも受賞し、『騎手4冠』を達成した。
2019年4月29日の新潟競馬第5競走をエクセランフィーユで勝利し、JRA通算1000勝を達成した。5122戦目での到達は、野平祐二の5209戦を超える史上最少騎乗回数である。10月19日東京8Rから10月20日京都3Rにかけて騎乗機会7連勝し、武豊とジョアン・モレイラに並ぶJRAの騎乗機会連勝タイ記録を達成。
2020年11月14日東京競馬第6競走を勝利し、史上25人目のJRA通算1300勝を達成した。6215戦目での達成は武豊の7022戦目を上回る史上最少騎乗回数での記録であった。11月29日、東京競馬第12競走・ジャパンカップをアーモンドアイで勝利し、騎手史上初のJRA平地G1・4連勝（天皇賞（秋）（アーモンドアイ）・エリザベス女王杯（ラッキーライラック）・マイルCS（グランアレグリア）・ジャパンカップ（アーモンドアイ））を達成した。
2020年12月19日に中山競馬第8競走を勝利して2018年以来自身2回目となるJRA年間200勝を達成した。2020年は最終的にJRA年間204勝を達成し、4年連続の全国リーディングジョッキーを獲得した。
デムーロが2020年1月より栗東所属のままで東京都に転居したうえで美浦に活動の拠点を移したが、ルメールは従来通り栗東拠点で活動し、引き続き京都市内に居住している。
2021年5月16日に東京競馬第9競走をゴルトベルクで勝利し、史上22人目のJRA通算1400勝を達成した。6650戦目で達成は史上最少騎乗回数であった。
2021年11月21日、阪神競馬第11競走・マイルチャンピオンシップをグランアレグリアで勝利して史上19人目となるJRA通算1500勝を達成した。7048戦目の達成は史上最少騎乗回数であった。5年連続で優秀騎手賞1位となる。JRA賞最多賞金獲得騎手は初受賞の2016年から6年連続の受賞となる。6年連続は福永洋一（1971-1978年最多8年連続）、武豊（1995-2000年、2002-2007年の2回）以来史上3人目4回目の記録。
サウジアラビアの騎乗から帰国後隔離中の2022年3月4日に新型コロナウイルス陽性と判定さて、予定した3月5日と6日の騎乗がキャンセルされた。ホテルで隔離療養後、3月19日の中京競馬で復帰した。
2022年3月26日のドバイワールドカップミーティングで騎乗後に帰国し、4月2日と3日の競馬で帰国後初騎乗を予定した。3月27日に接触者から新型コロナウイルスのPCR検査受検者が表れたがルメールからJRAへ報告がなかったことが3月30日に判明した。当時のJRAは所属騎手に、同居人や接触する知人などがPCR検査を受ける場合は報告を義務付けており、ルメールはJRAから4月3日まで待機を命じられ、JRAは4月3日付でルメールを戒告処分した。同年はイクイノックスでの有馬記念勝利を含むJRAのGI競走3勝を挙げたが、同年リーディングジョッキーの座を川田将雅へ譲り渡す事となった。

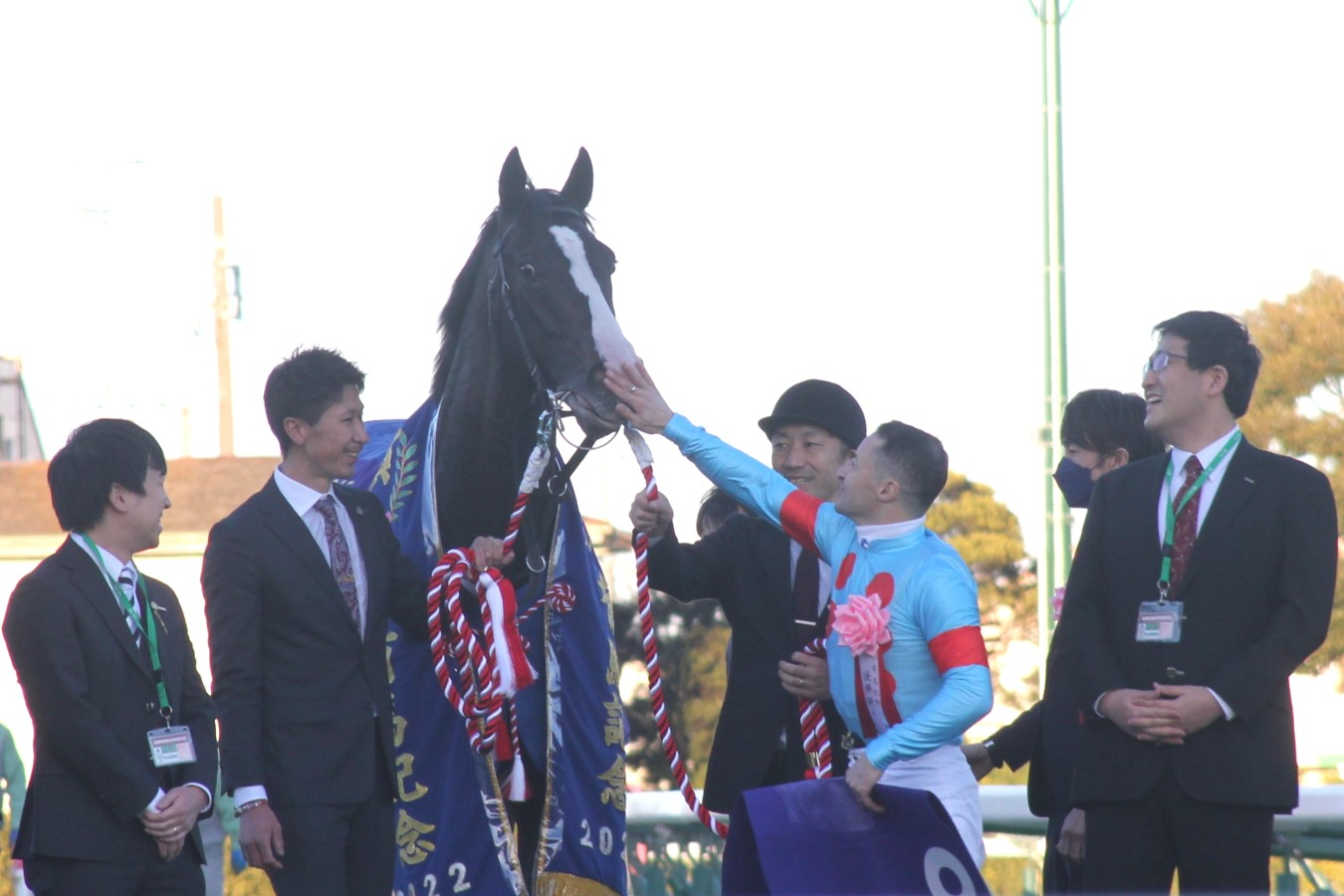
有馬記念勝利後、口取り式にてイクイノックスに触れるルメール（2022年）

2022年2月にキャリアに並行してアパレルブランドの株式会社 CL by C.ルメールを共同設立する。
2023年6月17日東京競馬第6競走の2歳新馬戦でアマンテビアンコで1着となり、史上15人目で現役7人目のJRA通算1700勝を達成した。7985戦目での達成は、武豊の8765戦を上回る史上最少騎乗回数で達成する。年間165勝で2年ぶりに6回目のリーディング騎手となり、自身の記録を更新する50億8,476万1,000円と史上最多の賞金を獲得した。年間重賞18勝もトップであった。
2024年1月7日の中山競馬第9競走はダイバリオンで1着となり、史上13人目、現役で5人目のJRA通算1800勝を達成した。8375戦目での達成は武豊の9189戦を上回る史上最少騎乗回数での達成。同年3月30日にドバイワールドカップミーティングのドバイターフでアメリカ調教馬のキャットニップに騎乗し、直線で同馬が故障を発症して転倒する。病院で肋骨と鎖骨の骨折が判明した。同日騎乗を予定したドバイシーマクラシックのスターズオンアースはランフランコ・デットーリに、ドバイワールドカップのデルマソトガケはオイシン・マーフィーに騎手変更となった。同年4月1日に退院したが骨折に加えて肺の外傷性気胸も判明し、2週間程度UAEに滞在して療養した。予定した桜花賞（チェルヴィニア）、皐月賞（レガレイラ）の騎乗がキャンセルとなった。その後、日本に戻り、同年5月5日の東京競馬から戦列に復帰した。同5月19日東京9Rでシャドウフューリーに騎乗し2着となると11R優駿牝馬のチェルヴィニアでの優勝を含め騎乗機会3連続連対とすると、翌週5月25日は東京で7鞍に騎乗して5勝、2着2回で騎乗機会連続連対を自身の持つJRA記録10連続（2016年11月と2018年12月の2度）とし、翌5月26日4Rをアンパドゥで制し、JRA史上初となる騎乗機会11連続連対を達成した。記録更新が懸かった次の5Rは5着に終わる。8月17日に新潟9Rの瀬波温泉特別をジャスパーロブストで勝利し、2015年の通年免許取得から10年連続10回目のJRA年間100勝を達成。8月18日に新潟2Rでシルバーレインに騎乗し1着となり、史上11人目、現役は川田将雅に続く5人目となるJRA通算1900勝を達成した。初騎乗から8690戦目で到達は武豊の9705戦目を上回る史上最少騎乗回数での達成。9月21日の中山9R・カンナステークスでエコロジークに騎乗して1着となり、藤田伸二を抜き、JRA通算勝利数で単独10位となる1919勝に到達した。10月20日に菊花賞をアーバンシックで優勝し、菅原泰夫以来42年ぶりとなる史上4人目の菊花賞連覇を達成。

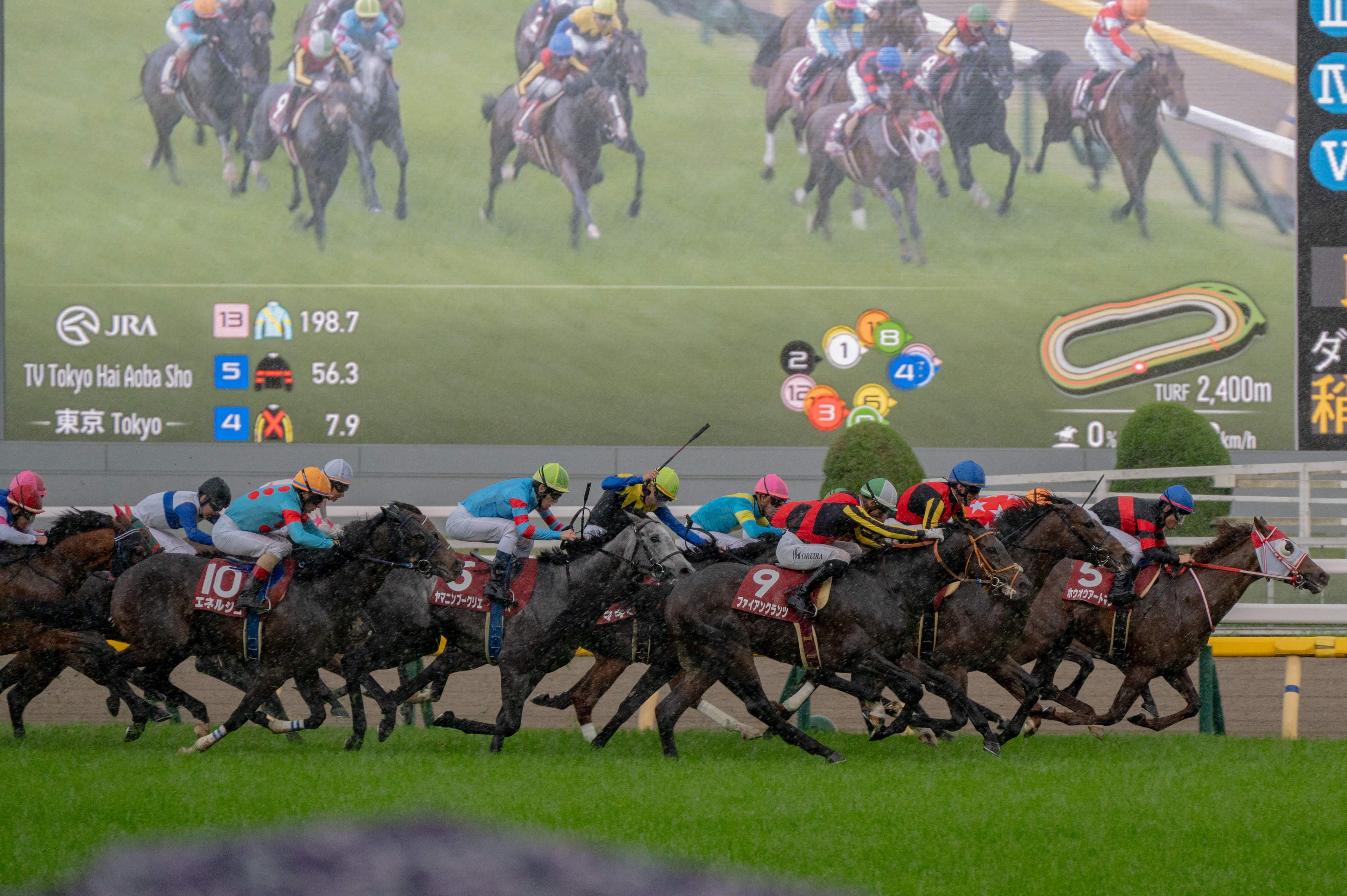
2025年青葉賞の最後の直線（10番エネルジコ、写真左）。

2025年4月26日東京競馬第11競走青葉賞でエネルジコで1着となり史上10人目、現役5人目で、外国人騎手としては初となるJRA通算2000勝を重賞で達成した。9085戦目で達成は武豊騎手の1万81戦目の記録を更新して最少騎乗回数で達成した。同年5月18日にヴィクトリアマイルをアスコリピチェーノで制し、45歳11カ月29日の最年長優勝記録を更新。牝馬限定G1を通算18勝目として、グレード制導入以降17勝で並んでいた武豊を抜いて最多勝利数を更新した。5月31日、東京7Rでパワースナッチに騎乗し1着となり、増沢末夫の記録を抜くJRA通算2017勝目を挙げてJRA史上単独9位の勝利数となった。

## エピソード
- 2014年秋から冬季は骨折で休養し、JRA騎手試験の2次日本語口頭試問に向けて、放送されていた『マッサン』を観て日本語を勉強した[49]。騎手試験合格後も、Twitterの使用で騎乗停止になり時間が空いたことから日本語の勉強を進め、競馬新聞が読めるようになったほか「騎手の名前なら漢字も読めるようになった」[50] 。

- パリ・サンジェルマンFC、ガンバ大阪のサポーター、阪神タイガースのファンである。
- 株式会社 CL by C.ルメールの共同設立（アパレルブランド）
- 2023年10月22日の菊花賞で優勝インタビュー終了後、ファンサービスとして「ウマ娘 プリティーダービー」のCMで流れた華麗なステップを披露した。
- 中央の重賞は150勝以上しているが、小倉の重賞は未勝利である。
- 武豊TV!IIでフランス語の黙字事例について、オリビエ・ペリエが『ペスリエ』と表記されていた話題に続いて武豊が「ルメートルはルメートルでいい？」とオレリアン・ルメートルを採り上げた[51]。Lemaire と Lemaitre の一字違いである。陸上の短距離ランナーだったクリストフ・ルメートルもいる。

## 年度別成績表
- フランス競馬（2009年終了時点）

| 年度   | 騎乗 数 | 勝利  | 勝利  | 勝率 | 獲得賞金   | 獲得賞金 |
| 年度   | 騎乗 数 | 勝数  | 順位  | 勝率 | 金額       | 順位     |
| ------ | ------- | ----- | ----- | ---- | ---------- | -------- |
| 1999年 | 137     | 9勝   | 111位 | .066 | 15万5803   | 86位     |
| 2000年 | 656     | 52勝  | 16位  | .079 | 92万6680   | 14位     |
| 2001年 | 403     | 26勝  | 36位  | .065 | 60万4887   | 25位     |
| 2002年 | 630     | 52勝  | 13位  | .083 | 143万2855  | 12位     |
| 2003年 | 750     | 75勝  | 6位   | .100 | 253万6705  | 7位      |
| 2004年 | 799     | 71勝  | 9位   | .089 | 286万7187  | 6位      |
| 2005年 | 634     | 81勝  | 7位   | .128 | 366万8290  | 4位      |
| 2006年 | 653     | 68勝  | 8位   | .104 | 363万8497  | 5位      |
| 2007年 | 638     | 101勝 | 5位   | .158 | 414万1430  | 3位      |
| 2008年 | 662     | 94勝  | 6位   | .142 | 369万9155  | 5位      |
| 2009年 | 614     | 89勝  | 7位   | .143 | 527万8095  | 1位      |
| 通算   | 6576    | 718勝 | -     | .109 | 2894万9584 | -        |

※金額の単位はユーロ。
- 中央競馬（2024年終了時点）

|                     | 日付           | 競馬場、開催    | 競走名             | 馬名               | 頭数 | 人気 | 着順 |
| ------------------- | -------------- | --------------- | ------------------ | ------------------ | ---- | ---- | ---- |
| 初騎乗              | 2002年12月7日  | 3回中京3日目2R  | 2歳新馬            | クラシカルヴォーグ | 15頭 | 9    | 12着 |
| 初勝利              | 2002年12月8日  | 3回中京4日目2R  | 2歳未勝利          | ヤマニンロータス   | 18頭 | 7    | 1着  |
| 重賞初騎乗          | 2003年1月5日   | 1回京都1日目11R | スポニチ賞京都金杯 | ローズバド         | 18頭 | 6    | 3着  |
| GI初騎乗            | 2003年11月30日 | 4回東京8日目10R | ジャパンカップ     | アナマリー         | 18頭 | 17   | 12着 |
| 重賞初勝利 GI初勝利 | 2005年12月25日 | 5回中山8日目9R  | 有馬記念           | ハーツクライ       | 16頭 | 4    |      |

| 年度   | 順位  | 1着  | 2着  | 3着  | 騎乗 数 | 勝率 | 連対率 | 複勝率 | 表彰                                                    |
| ------ | ----- | ---- | ---- | ---- | ------- | ---- | ------ | ------ | ------------------------------------------------------- |
| 2002年 | 127位 | 4    | 4    | 4    | 25      | .108 | .216   | .324   |                                                         |
| 2003年 | 77位  | 11   | 13   | 12   | 126     | .087 | .190   | .286   |                                                         |
| 2004年 | 51位  | 17   | 20   | 14   | 157     | .108 | .236   | .325   |                                                         |
| 2005年 | 46位  | 20   | 29   | 22   | 209     | .096 | .234   | .340   |                                                         |
| 2006年 | 31位  | 34   | 16   | 13   | 194     | .175 | .258   | .325   | フェアプレー賞                                          |
| 2007年 | 61位  | 14   | 23   | 25   | 170     | .082 | .218   | .365   |                                                         |
| 2008年 | 49位  | 21   | 20   | 13   | 193     | .109 | .212   | .280   |                                                         |
| 2009年 | 64位  | 12   | 19   | 18   | 149     | .081 | .208   | .329   |                                                         |
| 2010年 | 42位  | 28   | 18   | 18   | 171     | .164 | .269   | .374   |                                                         |
| 2011年 | 71位  | 10   | 10   | 6    | 91      | .110 | .220   | .286   |                                                         |
| 2012年 | 48位  | 23   | 20   | 15   | 152     | .151 | .283   | .382   |                                                         |
| 2013年 | 42位  | 29   | 23   | 17   | 171     | .170 | .304   | .404   |                                                         |
| 2014年 | 50位  | 22   | 16   | 19   | 144     | .153 | .264   | .396   |                                                         |
| 2015年 | 4位   | 112  | 90   | 70   | 573     | .195 | .353   | .475   | 最高勝率・優秀騎手賞                                    |
| 2016年 | 2位   | 186  | 109  | 100  | 786     | .237 | .375   | .503   | 最多勝利（関西）・最高勝率・最多賞金・優秀騎手賞        |
| 2017年 | 1位   | 199  | 138  | 106  | 809     | .246 | .417   | .548   | MVJ・最多勝利・最多賞金・優秀騎手賞                     |
| 2018年 | 1位   | 215  | 135  | 98   | 772     | .278 | .453   | .580   | MVJ・騎手大賞・最多勝利・最高勝率・最多賞金・優秀騎手賞 |
| 2019年 | 1位   | 164  | 123  | 78   | 650     | .252 | .442   | .562   | MVJ・最多勝利・最多賞金・優秀騎手賞                     |
| 2020年 | 1位   | 204  | 137  | 85   | 781     | .261 | .437   | .545   | MVJ・最多勝利・最多賞金・優秀騎手賞                     |
| 2021年 | 1位   | 199  | 134  | 78   | 802     | .248 | .415   | .512   | MVJ・最多勝利・最多賞金・優秀騎手賞                     |
| 2022年 | 5位   | 109  | 88   | 74   | 567     | .192 | .347   | .478   | 優秀騎手賞                                              |
| 2023年 | 1位   | 165  | 119  | 88   | 666     | .248 | .426   | .559   | 最多勝利・最多賞金・優秀騎手賞                          |
| 2024年 | 1位   | 176  | 105  | 68   | 590     | .298 | .476   | 592    | 関西テレビ放送賞（関西所属騎手年間最多勝）              |
| 2025年 | 8位   | 26   | 18   | 22   | 125     | .208 | .352   | .528   |                                                         |
| 中央   |       | 2000 | 1427 | 1063 | 9085    | .220 | .378   | .494   |                                                         |
| 地方   |       | 21   | 21   | 15   | 118     | .178 | .356   | .483   |                                                         |

- 通算100勝 2007年12月15日中京11R 愛知杯・ディアデラノビア
- 通算200勝 2013年1月14日京都10R 紅梅ステークス・レッドオーヴァル
- 通算300勝 2015年8月22日札幌9R サラ3歳以上500万下・ヘルツフロイント
- 通算400勝 2016年3月12日中京10R フローラルウォーク賞・アストラエンブレム
- 通算500勝 2016年10月29日東京5R サラ2歳新馬・パルティトゥーラ
- 通算600勝 2017年5月14日東京1R サラ3歳未勝利・ミンネザング
- 通算700勝 2017年11月4日東京4R サラ2歳未勝利・アイスフィヨルド
- 通算800勝 2018年5月19日京都5R サラ3歳未勝利・ウインルチル
- 通算900勝 2018年10月13日東京11R 府中牝馬ステークス・ディアドラ
- 通算1000勝 2019年4月29日新潟5R サラ3歳未勝利・エクセランフィーユ
- 通算1100勝 2019年11月10日京都2R 2歳未勝利 ・エイシンガネーシャ
- 通算1200勝 2020年5月31日東京4R 3歳未勝利・アストンクリントン
- 通算1300勝 2020年11月14日東京6R 2歳新馬・ルージュアドラブル
- 通算1400勝 2021年5月16日東京9R テレ玉杯・ゴルトベルク
- 通算1500勝 2021年11月21日阪神11R マイルチャンピオンシップ・グランアレグリア
- 通算1600勝 2022年9月24日中京4R 2歳新馬・セラドナイト
- 通算1700勝 2023年6月17日東京6R 2歳新馬・アマンテビアンコ
- 通算1800勝 2024年1月7日中山9R 初日の出賞・ダイバリオン
- 通算1900勝 2024年8月18日新潟2R 2歳未勝利・シルバーレイン
- 通算2000勝 2025年4月26日東京11R 青葉賞・エネルジコ[46]

### タイトル
- 最多勝利：7回（2017年 - 2021年、2023年、2024年） ※7回は武豊・福永洋一に次ぐ歴代3位タイ、5年連続は武・福永に次ぐ歴代4位タイ
  - 関西リーディング：8回（2016年 - 2021年、2023年、2024年） ※8回は武豊・福永洋一に次ぐ歴代3位、6年連続は武・福永に次ぐ歴代4位
- 最高勝率：4回（2015年、2016年、2018年、2024年）
- 最多賞金獲得：8回（2016年 - 2021年、2023年、2024年） ※8回は武豊に次ぐ歴代2位タイ、6年連続は福永洋一に次ぐ歴代2位タイ
- 騎手大賞：2回（2018年、2024年） ※JRA賞制定以降3人目、2回は武豊・福永洋一・加賀武見に次ぐ歴代4位タイ
- MVJ：5回（2017年 - 2021年） ※5年連続・5回はともに歴代最長・最多
- フェアプレー賞：1回（2006年）

### 完全制覇記録
- 八大競走完全制覇 - 史上3人目
- クラシック競走完全制覇 - 史上9人目
- JRA3歳限定GI競走制覇 - 史上2人目
- JRA牝馬限定GI全制覇 - 史上3人目

## 主な勝鞍

### 海外

#### フランス
- パリ大賞 - ヴェスポーヌ（2003年）
- マルセルブサック賞 - デネボラ（2003年）、ディヴァインプロポーションズ（2004年）
- モルニ賞 - ディヴァインプロポーションズ（2004年）
- プール・デッセ・デ・プーリッシュ（フランス1000ギニー） - ディヴァインプロポーションズ（2005年）、イリューシヴウェイヴ（2009年）、フロティラ（2013年）
- ディアヌ賞（フランスオークス） - ディヴァインプロポーションズ（2005年）、スタセリタ（2009年）、サラフィナ（2010年）
- アスタルテ賞 - ディヴァインプロポーションズ（2005年）
- ムーラン・ド・ロンシャン賞 - スタークラフト（2005年）
- サンクルー大賞 - プライド（2006年）、サラフィナ（2011年）
- サンタラリ賞 - コケレイエ（2007年）、ベルエセレブル（2008年）、スタセリタ（2009年）、サガワラ（2012年）
- イスパーン賞 - ネヴァーオンサンデー（2009年）
- ジョッケクルブ賞（フランスダービー） - ルアーヴル（2009年）
- ヴェルメイユ賞 - スタセリタ（2009年）、シャレータ（2012年）
- ニエル賞 - マカヒキ（2016年）＊JRA移籍後初、フランスでの勝利。
- ギヨームドルナノ賞 - アロヒアリイ（2025年）

#### イギリス
- キングススタンドステークス - シヌール（2005年）
- クイーンエリザベス2世ステークス - スタークラフト（2005年）
- チャンピオンステークス - プライド（2006年）、リテラト（2007年）
- 1000ギニー - ナタゴラ（2008年）
- 2000ギニー - マクフィ（2010年）
- サンチャリオットステークス - サプレザ（2011年）
- ヨークシャーオークス - シャレータ（2012年）

#### アラブ首長国連邦
- ドバイシーマクラシック - ハーツクライ（2006年）[52]、イクイノックス(2023年)
- ドバイターフ - アーモンドアイ（2019年）
- ドバイゴールドカップ - ステイフーリッシュ（2022年）
- UAEダービー - デルマソトガケ（2023年）、アドマイヤデイトナ(2025年)

#### 香港
- 香港カップ - プライド（2006年）

#### オーストラリア
- メルボルンカップ - ドゥーナデン（2011年）

#### アメリカ合衆国
- セクレタリアトステークス - ベリール（2012年）
- ブリーダーズカップ・ジュヴェナイルフィリーズターフ - フロティラ（2012年）

#### サウジアラビア
- ネオムターフカップ - オーソリティ（2022年）
- 1351ターフスプリント - ソングライン（2022年）、アスコリピチェーノ（2025年）
- レッドシーターフハンデキャップ - ステイフーリッシュ（2022年）
- リヤドダートスプリント - ダンシングプリンス（2022年）

※太字がG1レース

### 日本

#### 中央競馬
GI・JpnI競走
- 2005年
  - 有馬記念 - ハーツクライ[53]
- 2008年
  - エリザベス女王杯 - リトルアマポーラ[54]
  - チャンピオンズカップ（ジャパンカップダート） - カネヒキリ[55]
- 2009年
  - ジャパンカップ - ウオッカ[56]
- 2013年
  - チャンピオンズカップ（ジャパンカップダート）  - ベルシャザール[57]
- 2015年
  - 阪神ジュベナイルフィリーズ - メジャーエンブレム[58]
- 2016年
  - NHKマイルカップ - メジャーエンブレム[59]
  - 菊花賞 - サトノダイヤモンド
  - 阪神ジュベナイルフィリーズ - ソウルスターリング
  - 有馬記念 - サトノダイヤモンド[60]
- 2017年
  - ヴィクトリアマイル - アドマイヤリード[61]
  - 優駿牝馬 - ソウルスターリング
  - 東京優駿 - レイデオロ[62]
  - 秋華賞 - ディアドラ
- 2018年
  - 桜花賞 - アーモンドアイ
  - 優駿牝馬 - アーモンドアイ
  - 安田記念 - モズアスコット
  - 秋華賞 - アーモンドアイ
  - 菊花賞 - フィエールマン
  - 天皇賞（秋） - レイデオロ
  - JBCスプリント - グレイスフルリープ
  - ジャパンカップ - アーモンドアイ
- 2019年
  - 桜花賞 - グランアレグリア
  - 皐月賞 - サートゥルナーリア
  - 天皇賞（春） - フィエールマン（保田隆芳、武豊に続き史上3人目の八大競走完全制覇達成）
  - スプリンターズステークス - タワーオブロンドン
  - 天皇賞（秋） - アーモンドアイ
- 2020年
  - フェブラリーステークス - モズアスコット
  - 天皇賞（春） -  フィエールマン
  - ヴィクトリアマイル - アーモンドアイ
  - スプリンターズステークス - グランアレグリア
  - 天皇賞（秋） - アーモンドアイ
  - マイルチャンピオンシップ - グランアレグリア
  - エリザベス女王杯 - ラッキーライラック
  - ジャパンカップ - アーモンドアイ
- 2021年
  - フェブラリーステークス - カフェファラオ
  - NHKマイルカップ - シュネルマイスター
  - ヴィクトリアマイル - グランアレグリア
  - 宝塚記念 - クロノジェネシス
  - マイルチャンピオンシップ - グランアレグリア
- 2022年
  - 優駿牝馬 - スターズオンアース
  - 天皇賞（秋） - イクイノックス
  - 有馬記念 - イクイノックス
- 2023年
  - 天皇賞（春） - ジャスティンパレス[63]
  - 宝塚記念 - イクイノックス
  - 菊花賞 - ドゥレッツァ[64]
  - 天皇賞（秋） - イクイノックス
  - エリザベス女王杯 - ブレイディヴェーグ[65]
  - ジャパンカップ - イクイノックス
  - ホープフルステークス - レガレイラ
- 2024年
  - 優駿牝馬 - チェルヴィニア[66]
  - 秋華賞 - チェルヴィニア
  - 菊花賞 - アーバンシック
- 2025年
  - ヴィクトリアマイル - アスコリピチェーノ

2025年現在、JRAのGIで未勝利なのは高松宮記念、大阪杯、朝日杯フューチュリティステークスの3つのみである（最高は全て2着）。
重賞競走
- クイーンカップ - コイウタ（2006年）[67]、メジャーエンブレム（2016年)[68]、エンブロイダリー（2025年）
- 中日新聞杯 - トーホウアラン（2006年） [69]
- ダイヤモンドステークス - トウカイトリック（2007年）[70]、フェイムゲーム（2018年）
- 愛知杯 - ディアデラノビア（2007年）[71]
- ラジオNIKKEI杯2歳ステークス - アダムスピーク（2011年）[72]、ワンアンドオンリー（2013年）[73]
- シンザン記念 - ジェンティルドンナ（2012年）[74]、サンクテュエール（2020年）
- 金鯱賞 - オーシャンブルー（2012年）[75]、サートゥルナーリア（2020年）
- 京都金杯 - ダノンシャーク（2013年）[76]、エキストラエンド（2014年）[77]
- 東海ステークス - グレープブランデー（2013年）[78]
- 武蔵野ステークス - ベルシャザール（2013年）[79]
- 日経新春杯 - サトノノブレス（2014年）[80]
- 産経大阪杯 - ラキシス（2015年）[81]
- ユニコーンステークス - ノンコノユメ（2015年）[82]、ペリエール（2023年）[83]
- ラジオNIKKEI賞 - アンビシャス（2015年）[84]
- ローズステークス - タッチングスピーチ （2015年)[85]
- 神戸新聞杯 - リアファル（2015年）[86]、サトノダイヤモンド（2016年）、レイデオロ（2017年）、サートゥルナーリア（2019年）
- 府中牝馬ステークス - ノボリディアーナ（2015年）[87]、ディアドラ（2018年）、ブレイディヴェーグ（2024年）
- ファンタジーステークス - キャンディバローズ（2015年）[88]
- きさらぎ賞 - サトノダイヤモンド（2016年）[89]
- 弥生賞 - マカヒキ（2016年）[90]
- フローラステークス - チェッキーノ（2016年）[91]、クールキャット（2021年）
- 札幌記念 - ネオリアリズム（2016年）[92]
- 京王杯2歳ステークス - モンドキャンノ（2016年）、タワーオブロンドン（2017年）、タイセイビジョン（2019年)、モントライゼ（2020年）
- 阪神大賞典 - サトノダイヤモンド（2017年）、ジャスティンパレス（2023年）
- マイラーズカップ - イスラボニータ（2017年）、シュネルマイスター（2023年）[93]
- 目黒記念 - フェイムゲーム（2017年）[94]
- キーンランドカップ - エポワス（2017年）、ヴェントヴォーチェ（2022年）
- アーリントンカップ - タワーオブロンドン（2018年）
- スプリングステークス - ステルヴィオ（2018年）、シックスペンス（2024年）[95]
- 京王杯スプリングカップ - ムーンクエイク（2018年）
- クイーンステークス - ディアドラ（2018年）、テルツェット（2021年)
- 京成杯オータムハンデキャップ - ミッキーグローリー（2018年）、アスコリピチェーノ（2024年）
- オールカマー - レイデオロ（2018年）、ローシャムパーク（2023年）[96]、レーベンスティール（2024年）
- 富士ステークス - ロジクライ（2018年）、ノームコア（2019年）
- 京成杯 - ラストドラフト（2019年）、グラティアス（2021年）[97]
- オーシャンステークス - モズスーパーフレア（2019年）、ヴェントヴォーチェ（2023年）
- エプソムカップ - レイエンダ（2019年）、レーベンスティール（2024年）
- 関屋記念 - ミッキーグローリー（2019年）
- セントウルステークス - タワーオブロンドン （2019年)、レシステンシア（2021年）
- チャレンジカップ -  ロードマイウェイ（2019年）、ソーヴァリアント（2021年・2022年）
- ターコイズステークス - コントラチェック（2019年）、フィアスプライド（2023年）[98]
- 阪神カップ - グランアレグリア（2019年）、ナムラクレア（2024年）
- 根岸ステークス - モズアスコット（2020年）
- 共同通信杯 - ダーリントンホール（2020年）、ファントムシーフ（2023年）[99]
- エルムステークス - タイムフライヤー（2020年）
- シリウスステークス - カフェファラオ（2020年）
- 毎日王冠 - サリオス（2020年）、シュネルマイスター（2021年）、シックスペンス（2024年）
- アルゼンチン共和国杯 - オーソリティ（2020年・2021年）
- フェアリーステークス - ファインルージュ（2021年）
- アメリカジョッキークラブカップ - アリストテレス（2021年）
- サウジアラビアロイヤルカップ - グランアレグリア（2018年）、コマンドライン（2021年）
- 東京スポーツ杯2歳ステークス - イクイノックス（2021年）
- 中山牝馬ステークス - スルーセブンシーズ（2023年）[100]
- 青葉賞 - スキルヴィング（2023年）[101]、エネルジコ（2025年）
- 函館記念 - ローシャムパーク（2023年）
- アルテミスステークス - チェルヴィニア（2023年）、ブラウンラチェット（2024年）
- セントライト記念 - アーバンシック（2024年）
- 中山記念 - シックスペンス（2025年）
- アンタレスステークス - ミッキーファイト（2025年）
- アイビスサマーダッシュ –　ピューロマジック(2025年)

#### 地方競馬
GI・JpnI競走
- 川崎記念 - ヴァーミリアン（2007年）[102]、カネヒキリ（2009年）[103]、オールブラッシュ（2017年）[104]
- 東京大賞典 - カネヒキリ（2008年）[103]
- ジャパンダートダービー - ノンコノユメ（2015年）[82]
- かしわ記念 - ゴールドドリーム（2018年・2019年）[105]
- 帝王賞 - ゴールドドリーム（2018年）、ミッキーファイト（2025年）[105]

重賞競走
- 名古屋グランプリ - ヴァーミリアン（2006年）[102]、アムールブリエ（2016年）
- 北海道2歳優駿 - エピカリス（2016年）
- クイーン賞 - トロワボヌール（2016年）
- 関東オークス - クイーンマンボ（2017年）、メモリアカフェ（2025年）
- レディスプレリュード - クイーンマンボ（2017年）
- 兵庫ジュニアグランプリ - ハヤブサマカオー（2017年）、デルマルーヴル（2018年）
- 兵庫チャンピオンシップ - クリソベリル（2019年）、バーナードループ（2020年）
- エンプレス杯 - アンデスクイーン（2020年）
- ダイオライト記念 - アナザートゥルース（2020年）
- 雲取賞 - ジャナドリア（2025年）

出典:

## 出演

### バラエティ
- 相席食堂（2023年3月21日）[106]

### CM
- Cygames「ウマ娘 プリティーダービー」
  - 『ルメールも楽しメール!』篇（2022年4月10日 - ）※中村倫也、吉田鋼太郎、武豊と共演、サトミホースカンパニーの勝負服を着用[107]
  - 『2.5周年記念』篇（2023年8月24日 - ）※武豊と共演[108]
  - 『ウマウマ年末』篇（2023年12月28日 - ）※武豊と共演
  - 『大豊食祭！ボナベティ』篇（2024年6月25日 - ）※武豊と共演。
  - 『haji-maire』篇（2024年10月29日 - ）※武豊と共演。

## 著書
- ミルコ・デムーロ×クリストフ・ルメール　勝利の条件（KADOKAWA 2016年 ISBN 978-4046013941）